# Хуг-Хельмут, Гермина
Герми́на Хуг-Хе́льмут  (нем. Hermine Hug-Hellmuth; урождённая фон Хугенштейн) (31 августа 1871, Вена — 9 сентября 1924, Вена) — австрийский психоаналитик и педагог. Одна из основоположников детского психоанализа и психоаналитической педагогики. Первой начала систематическую работу в области детского анализа и использовала игру для понимания внутреннего мира ребёнка.

## Биография
Гермина Хуг-Хельмут родилась 31 августа 1871 года в буржуазной семье. Её отец, Гуго Хуг фон Хугенштейн, был подполковником в военном министерстве Австро-Венгрии. Мать Гермины, Людовика, была музыкальным педагогом, образованной и эрудированной женщиной. В 1873 году семья разорилась. Финансовые затруднения привели к тому, что Гермина только в 11 лет пошла в школу. В 1897 году Гермина поступает в Венский университет, где изучает сначала философию, а затем физику. В 1909 году защищает докторскую диссертацию на тему физических и химических свойств радиоактивных веществ. Чтобы оплачивать обучение в университете, Гермина работала гувернанткой.

## Научная деятельность
Психоанализом Г. Хуг-Хельмут заинтересовалась будучи пациенткой венского психоаналитика И. Задгера. В 1910 году Г. Хуг-Хельмут публикует свою первую работу — «Анализ сновидения пятилетнего мальчика». Позже выходит ещё одна статья — «Психоанализ детской души». В 1913 году Г. Хуг-Хельмут становится членом Венского психоаналитического общества.
Г. Хуг-Хельмут стала первым детским аналитиком и внесла свой вклад в развитие детского анализа. В 1920 году она выступила на проходившем в Гааге VI Международном психоаналитическом конгрессе, представив доклад «К технике анализа детей», где рассказала о своих попытках анализа детей.
Сначала считалось, что психоанализ может быть осуществлён только после 18 лет. Г. Хуг-Хельмут первой попыталась адаптировать психоаналитическую технику относительно возраста ребёнка, и была первой, кто использовал игру для понимания внутреннего мира детей. Её работа, критикуемая и педагогами, и психологами, основывалась на наблюдении и анализе поведения детей, а также на возможности применения психоаналитической теории к образованию и психологии детей. Широкое применение Герминой Хуг-Хельмут психодинамических гипотез к детскому поведению привело к отвержению психоанализа педагогической психологией.

## Скандальный «Дневник девочки-подростка»
В 1915 году Г. Хуг-Хельмут объявила о скором выходе в свет «Дневника девочки-подростка», в котором будут представлены инфантильные переживания, связанные с сексуальностью. Как было сказано, Г. Хуг-Хельмут занималась лишь редактированием подлинного текста, целиком написанного девочкой. Фрейд поддержал издание «Дневника». Его письмо к Г. Хуг-Хельмут послужило введением к вышедшим в 1919 году дневниковым записям. В частности, З. Фрейд писал:

«Дневник — это маленькая жемчужина. Я действительно считаю, что до сего времени ещё никому не удавалось с такой ясностью и достоверностью проникнуть в суть психических импульсов, характеризующих развитие девочки нашего социального и культурного уровня в годы, непосредственно предшествующие периоду полового созревания… Я думаю, что опубликовать дневник — Ваш долг. Мои читатели будут Вам за это весьма благодарны».

Книга была написана от имени молодой девушки Риты, которая писала, между прочим, о «пробуждении сексуальности». «Дневник девочки-подростка» имел огромный успех и получил высокую оценку от С. Цвейга и Л. Саломе. Однако многими подлинность авторства «Дневника» была поставлена под сомнение, в частности, Шарлоттой Бюлер. Вскоре после выхода «Дневника» произошло разоблачение.

«…именно она (Гермина Хуг-Хельмут), зрелая женщина сорока с лишним лет, создала этот дневник и приписала его авторство девочке, которая только открывала для себя своё тело и душу».

После разоблачения З. Фрейд, написавший предисловие к этой книге, попросил, чтобы её изъяли из продажи.

## Обстоятельства гибели
В ночь с 8 на 9 сентября 1924 года Гермина Хуг-Хельмут была убита собственным племянником Рольфом, который пытался украсть у неё деньги. Рольф был незаконнорождённым ребёнком родной сестры Гермины, Антонии. Гермина усыновила племянника после смерти сестры. Когда Г. Хуг-Хельмут поняла, что хочет сделать подопечный, отданный ей на перевоспитание, тот набросился на неё с подушкой, задушил, а для надёжности затолкал ей в рот носовой платок. Со слов Рольфа, работы его тети содержали много наблюдений за ним, и на суде он заявил, что она пыталась анализировать его. Суд назначил ему наказание в виде лишения свободы сроком на двенадцать лет. После освобождения из тюрьмы он попытался получить возмещение от Венского психоаналитического общества как жертва психоанализа.
Убийство Г. Хуг-Хельмут собственным племянником послужило поводом для критических нападок со стороны А. Адлера, В. Штекеля, У. Штерна и других психологов в отношении применения психоанализа к ребёнку. Трагическая гибель Хуг-Хельмут критиками рассматривалась как следствие её терапевтической деятельности с племянником и служила аргументом против применения психоанализа в работе с детьми.
Фальсификация «Дневника девочки-подростка» и трагичная гибель Г. Хуг-Хельмут вынудили венских аналитиков взять паузу для обдумывания и привели к возобновившейся осторожности по поводу экспериментирования с новыми радикальными методами, касающимися психического развития детей.

## Публикации на русском языке
- Хуг-Хельмут Г. Ребёнок и его представление о смерти (1912) // «Ежегодник детского психоанализа и психоаналитической педагогики», 2010, Том 2, С. 204—213.
- Хуг-Хельмут Г. К технике анализа детей (1921) // «Ежегодник детского психоанализа и психоаналитической педагогики», 2010, Том 2, С. 214—224.
- Хуг-Хельмут Г. Психоанализ детской души. Избранные статьи. — Ижевск: ERGO, 2011.